# George Fenton
George Fenton (Londen, 19 oktober 1950) is een Brits componist van voornamelijk filmmuziek.
Fenton begon muziek te componeren voor Brits regisseurs als Peter Gill, Howard Davies, Adrian Noble en Richard Eyre. Hij componeerde eind jaren zeventig muziek voor televisiefilms, en vanaf de jaren tachtig vooral bioscoopfilms. Fenton grote bekendheid begon in 1982 met de film Gandhi, waarmee hij werd genomineerd voor een Oscar. Hij componeerde ook muziek voor televisieseries en documentaires. Fenton ontving twee Emmy Awards met de BBC documentaireseries The Blue Planet en Planet Earth. Ook won hij in 2001 op het Filmfestival van Venetië een "Rota Soundtrack Award" met de film The Navigators.

## Filmografie
- Hussy (1980)
- Gandhi (1982) (met Ravi Shankar)
- The Company of Wolves (1984)
- Clockwise (1986)
- White Mischief (1987)
- 84 Charing Cross Road (1987)
- Billy the Kid and the Green Baize Vampire (1987)
- Cry Freedom (1987)
- A Handful of Dust (1988)
- High Spirits (1988)
- The Dressmaker (1988)
- Dangerous Liaisons (1988)
- We're No Angels (1989)
- Memphis Belle (1990)
- The Long Walk Home (1990)
- White Palace (1990)
- The King King (1991)
- Final Analysis (1992)
- Hero (1992)
- Groundhog Day (1993)
- Born Yesterday (1993)
- Shadowlands (1993)
- China Moon (1994)
- Ladybird Ladybird (1994)
- Mixed Nuts (1994)
- The Madness of King George (1994) (adapter en arrangeur: muziek van Georg Friedrich Händel)
- Land and Freedom (1995)
- Mary Reilly (1996)
- Heaven's Prisoners (1996)
- Multiplicity (1996)
- Carla's Song (1996)
- The Crucible (1996)
- The Woodlanders (1997)
- Dangerous Beauty (1998)
- The Object of My Affection (1998)
- My Name Is Joe (1998)
- Ever After (1998)
- You've Got Mail (1998)
- Entropy (1999)
- Grey Owl (1999)
- Anna and the King (1999)
- Bread and Roses (2000)
- Center Stage (2000)
- Lucky Numbers (2000)
- Summer Catch (2001)
- The Navigators (2001)
- Sweet Sixteen (2002)
- Sweet Home Alabama (2002)
- Imagining Argentina (2003)
- Ae Fond Kisss... (2004)
- Stage Beauty (2004)
- Hitch (2005)
- Tickets (2005)
- Valiant (2005)
- Bewitched (2005)
- Mrs. Henderson Presents (2005)
- Last Holiday (2006)
- The Wind That Shates the Barley (2006)
- The History Boys (2006)
- It's a Free World... (2007)
- Fool's Gold (2008)
- Looking for Eric (2009)
- The Bounty Hunter (2010)
- The Angels' Share (2012)
- Muhammad Ali's Greatest Fight (2013)
- The Zero Theorem (2013)
- Jimmy's Hall (2014)
- Absolutely Anything (2015)
- The Lady in the Van (2015)
- I, Daniel Blake (2016)
- Wild Oats (2016)
- Woman Walks Ahead (2017)
- Red Joan (2018)
- Cold Pursuit (2019)
- Sorry We Missed You (2019)

## Overige producties

### Televisiefilms
- Me! I'm Afraid of Viginia Woolf (1978)
- Doris and Doreen (1978)
- The Old Crowd (1979)
- Afternoon Off (1979)
- One Fine Day (1979)
- All Day on the Sands (1979)
- Bloody Kids (1980)
- No Country for Old Men (1981)
- Parole (1982)
- Walter (1982)
- Walter and June (1983)
- Saigon: Year of the Cat (1983)
- An Englishman Abroad (1983)
- Past Caring (1985)
- Pride (2004)

### Televisieseries
- Out (1978)
- Shoestring (1979–1980)
- Fox (1980)
- The History Man (1981)
- Bergerac (titelmuziek, 1981-1991)
- Play for Tomorrow (1982)
- The Jewel in the Crown (miniserie, 1984)
- The Monocled Mutineer (miniserie, 1986)
- Talking Heads (miniserie, 1988)
- Talking Heads 2 (miniserie, 1998)

### Documentaires
- Earth (2007)
- One Life (2011)
- Baka: A Cry from the Rainforest (2012)
- The Spirit of '45 (2013)
- Bears (2014)

### Documentaire series
- The Trials of Life (1990)
- Life in the Freezer (1993)
- The Blue Planet (2001)
- Planet Eath (2006)
- Life (2009)
- Frozen Planet (2011)
- China: Between Clouds and Dreams (2016)

## Prijzen en nominaties

### Academy Awards
| Jaar | Titel              | Categorie        | Uitslag     |
| ---- | ------------------ | ---------------- | ----------- |
| 1983 | Gandhi             | Beste filmmuziek | Genomineerd |
| 1988 | Cry Freedom        | Beste filmsong   | Genomineerd |
| 1988 | Cry Freedom        | Beste filmmuziek | Genomineerd |
| 1989 | Dangerous Liaisons | Beste filmmuziek | Genomineerd |
| 1992 | The Fisher King    | Beste filmmuziek | Genomineerd |

### BAFTA Awards
| Jaar | Titel                      | Categorie             | Uitslag     |
| ---- | -------------------------- | --------------------- | ----------- |
| 1981 | Shoestring                 | Beste televisiemuziek | Genomineerd |
| 1982 | Bergerac                   | Beste televisiemuziek | Gewonnen    |
| 1983 | Gandhi                     | Beste filmmuziek      | Genomineerd |
| 1985 | The Jewel in the Crown     | Beste televisiemuziek | Genomineerd |
| 1987 | The Monocled Mutineer      | Beste televisiemuziek | Gewonnen    |
| 1988 | Cry Freedom                | Beste filmmuziek      | Genomineerd |
| 1989 | Talking Heads              | Beste televisiemuziek | Genomineerd |
| 1990 | Dangerous Liaisons         | Beste filmmuziek      | Genomineerd |
| 1991 | The Trials of Life         | Beste televisiemuziek | Genomineerd |
| 1991 | Memphis Belle              | Beste filmmuziek      | Genomineerd |
| 1994 | Life in the Freezer        | Beste televisiemuziek | Genomineerd |
| 1996 | The Madness of King George | Beste filmmuziek      | Genomineerd |
| 2002 | The Blue Planet            | Beste televisiemuziek | Gewonnen    |
| 2006 | Mrs. Henderson Presents    | Beste filmmuziek      | Genomineerd |
| 2007 | Planet Eath                | Beste televisiemuziek | Genomineerd |
| 2012 | Frozen Planet              | Beste televisiemuziek | Genomineerd |

### Emmy Awards
| Jaar | Titel           | Categorie                                                                                                  | Uitslag     |
| ---- | --------------- | --- | ----------- |
| 2002 | The Blue Planet | Beste compositie voor een televisieserie (dramatische achtergrondmuziek), afl. "Seas of Life: Ocean World" | Gewonnen    |
| 2005 | Pride           | Beste compositie voor een miniserie, film of special (dramatische achtergrondmuziek)                       | Genomineerd |
| 2007 | Planet Earth    | Beste compositie voor een televisieserie (dramatische achtergrondmuziek), afl. "Pole To Pole"              | Gewonnen    |

### Golden Globe Awards
| Jaar | Titel             | Categorie        | Uitslag     |
| ---- | ----------------- | ---------------- | ----------- |
| 1988 | Cry Freedom       | Beste filmmuziek | Genomineerd |
| 2000 | Anna and the King | Beste filmmuziek | Genomineerd |
| 2000 | Anna and the King | Beste filmsong   | Genomineerd |

### Grammy Awards
| Jaar | Titel       | Categorie                                                      | Uitslag     |
| ---- | ----------- | -------------------------------------------------------------- | ----------- |
| 1984 | Gandhi      | Beste album van originele muziek voor film of televisiespecial | Genomineerd |
| 1989 | Cry Freedom | Beste song voor film of televisie                              | Genomineerd |

## Hitlijsten

### Dvd's
| Dvd's met hitnoteringen in de Nederlandse Music Top 30 | Datum van verschijnen | Datum van binnenkomst | Hoogste positie | Aantal weken | Opmerkingen |
| ------------------------------------------------------ | --------------------- | --------------------- | --------------- | ------------ | ----------- |
| Frozen planet in concert                               | 2015                  | 24-01-2015            | 1(1wk)          | 13           |             |